# サンタ・マリア・デ・ラス・ウエルガス王立修道院

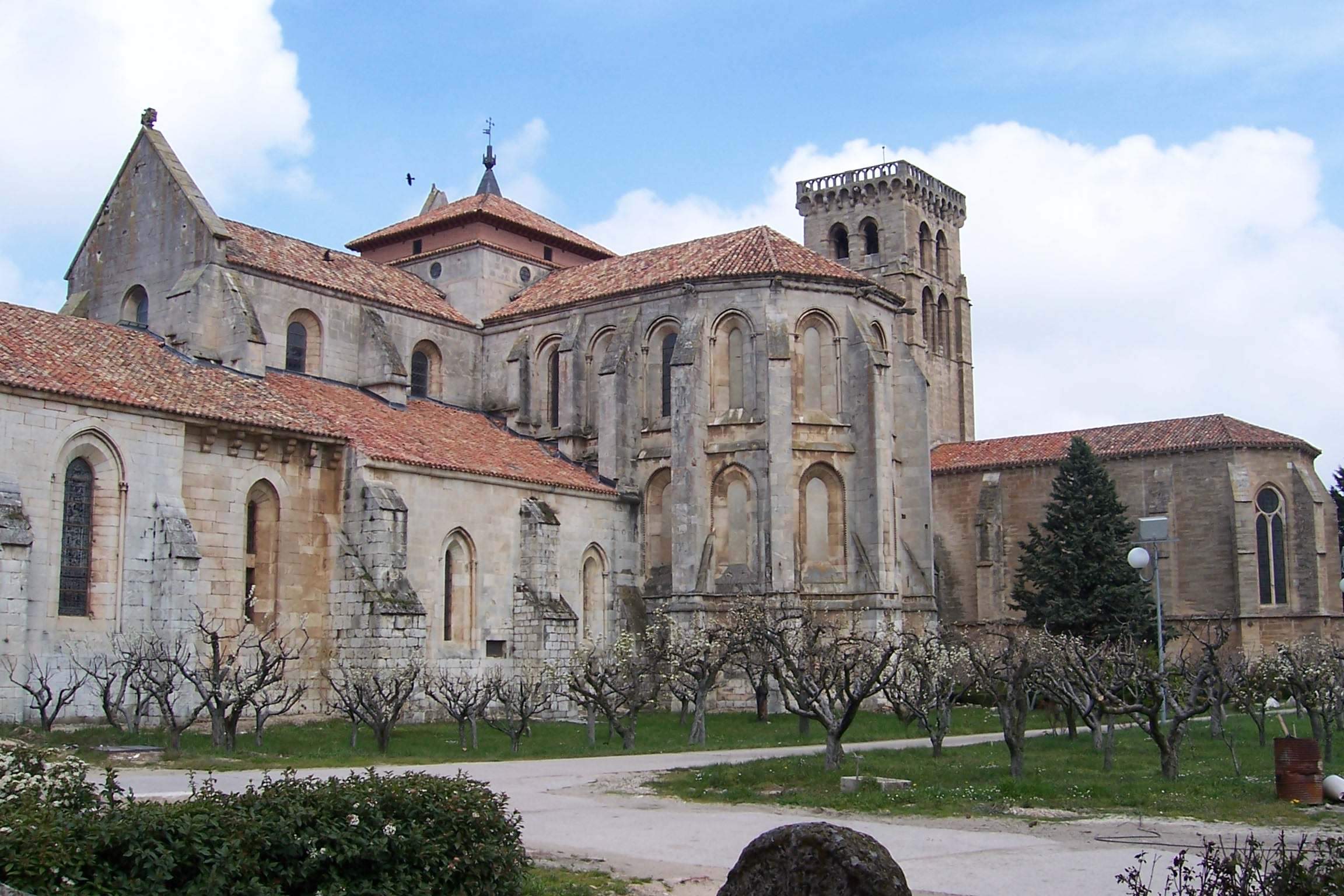
ラス・ウエルガス修道院

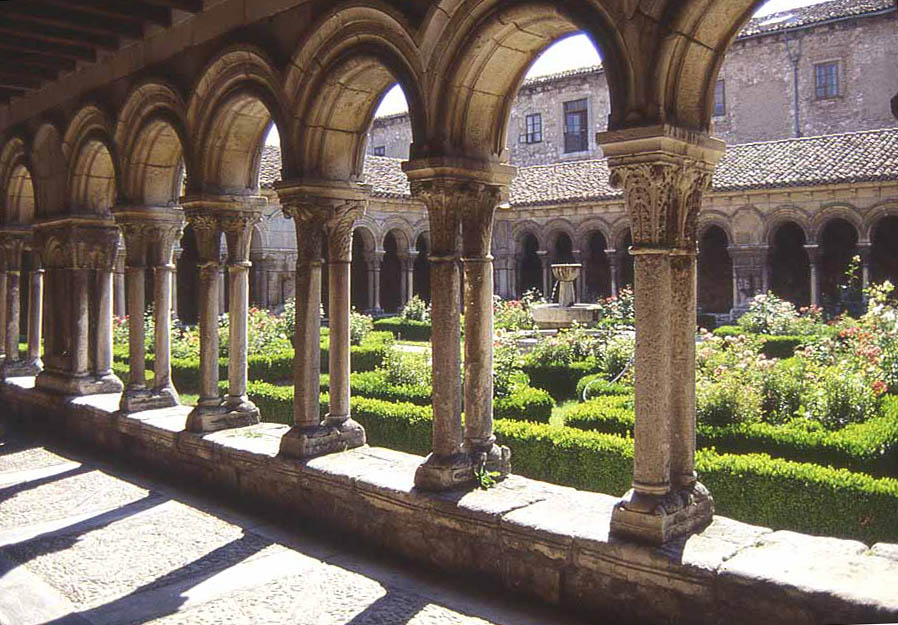
回廊

サンタ・マリア・デ・ラス・ウエルガス王立修道院 （サンタ・マリア・デ・ラス・ウエルガスおうりつしゅうどういん、Monasterio de Santa María la Real de Las Huelgas）は、スペイン・カスティーリャ・イ・レオン州ブルゴス県ブルゴスにあるカトリック・シトー会の修道院。

## 地理
ブルゴス市街地の西方にあり、アルランソン川から多少離れている。かつてはLas Huelgasと呼ばれた草原であった、平らな土地の上にある。

## 歴史
修道院のあった場所には、かつて小さな宮殿があった。カスティーリャ王アルフォンソ8世と王妃レオノールは1187年6月、シトー会の女子修道院を創設した。王妃レオノールは、少なくとも修道生活において女性が男性と同等の責任と監督できる基盤を持たせようと、努力を重ねていた。ローマ教皇クレメンス3世は挙げられた新たな修道院創設の請願をただちに認可した。王たちは、修道院の重要な資産となる約50箇所の土地を寄贈した。それは王権下において憲章を保持することであった。
シトー会も、フランスの偉大なフォントヴロー修道院と同一視して、ラス・ウエルガス修道院に機関としての権利を与えた。1199年、ラス・ウエルガスは、カスティーリャ＝レオンにおける女子修道院の母修道院となった。
修道生活は、1157年にイベリア半島初のシトー会派女子修道院となったナバーラのサンタ・マリア・デ・ラ・カリダー修道院からやってきた修道女のグループによって始められた。初代は血統王女マリアソル、次代の修道院長を務めたのは創設者となった国王夫妻の娘コンスタンサであった。
修道院長は高い自治を保持し、唯一教皇に依存する高位聖職者であり、教皇庁の上であった。女性である修道院長は懺悔を聞かず、ミサや説教を行わなかったが、これらの仕事を行う司祭を任命する権利を持っていた。この権利は神と使徒の名のもとで与えられていた。修道院長は封建領主でもあった。修道院長は54の村、土地、製粉所を所有し、通行税などを免除されていた。修道院長は自らが治める領地での独自の司法権を持っていた。全ての権限は数百年をへて19世紀まで冒されることがなかった。
中世、修道院での儀式として王の戴冠や騎士の叙任といった重要な催事が行われた。叙任された騎士の中にはフェルナンド3世、イングランド王エドワード1世、アルフォンソ11世、ペドロ1世、フアン2世らがいる。アルフォンソ11世とその息子エンリケ2世は、修道院にて戴冠式を行った。修道院は王家や貴族の霊廟ともなっており、その多くは半島戦争時代に侵攻してきたフランス軍に荒らされた。
今日も、ラス・ウエルガス修道院はシトー会の修道女によって運営されている。

## 建築
修道院は規模が大きく複雑な、要塞のような建物である。これは、何世紀にもわたって、宮廷官吏や聖職者の部屋、学校など多くの部屋を付け足してきたためである。最古の部分である回廊は、ロマネスク様式である。その他サン・フェルナンドの回廊はゴシック様式であり、ヴォールトはムデハル様式の漆喰である。

## 埋葬されている人々
- フェルナンド・デ・ラ・セルダ
- カスティーリャ王エンリケ1世
- アルフォンソ8世妃レオノール・デ・プランタヘネト
- カスティーリャ女王ベレンゲラ
- マントヴァ公妃マルゲリータ・ディ・サヴォイア
- マリア・アナ・デ・アウストリア（es） - ドン・フアン・デ・アウストリアの庶子。17世紀初頭に修道院長を務めた

## 写本
ラス・ウエルガス写本は、14世紀初頭に書き写されたもので、アルス・アンティクア時代の中世音楽作品が記されている。